# 리투아니아의 로마 가톨릭교회
이 문서는 리투아니아의 로마 가톨릭교회 문서이다. 리투아니아는 발트 3국 가운데 가톨릭 신자가 가장 많은 국가이다. 리투아니아에는 전체 국민의 80%에 이르는 약 3백만 명의 가톨릭 신자가 살고 있다. 그리고 두 개의 대교구와 군종교구까지 포함해 총 여덟 개의 교구가 소재해 있다. 2007년 통계조사에 따르면 리투아니아에는 가톨릭 성직자가 779명이며, 본당은 677채로 파악되었다.

## 교구

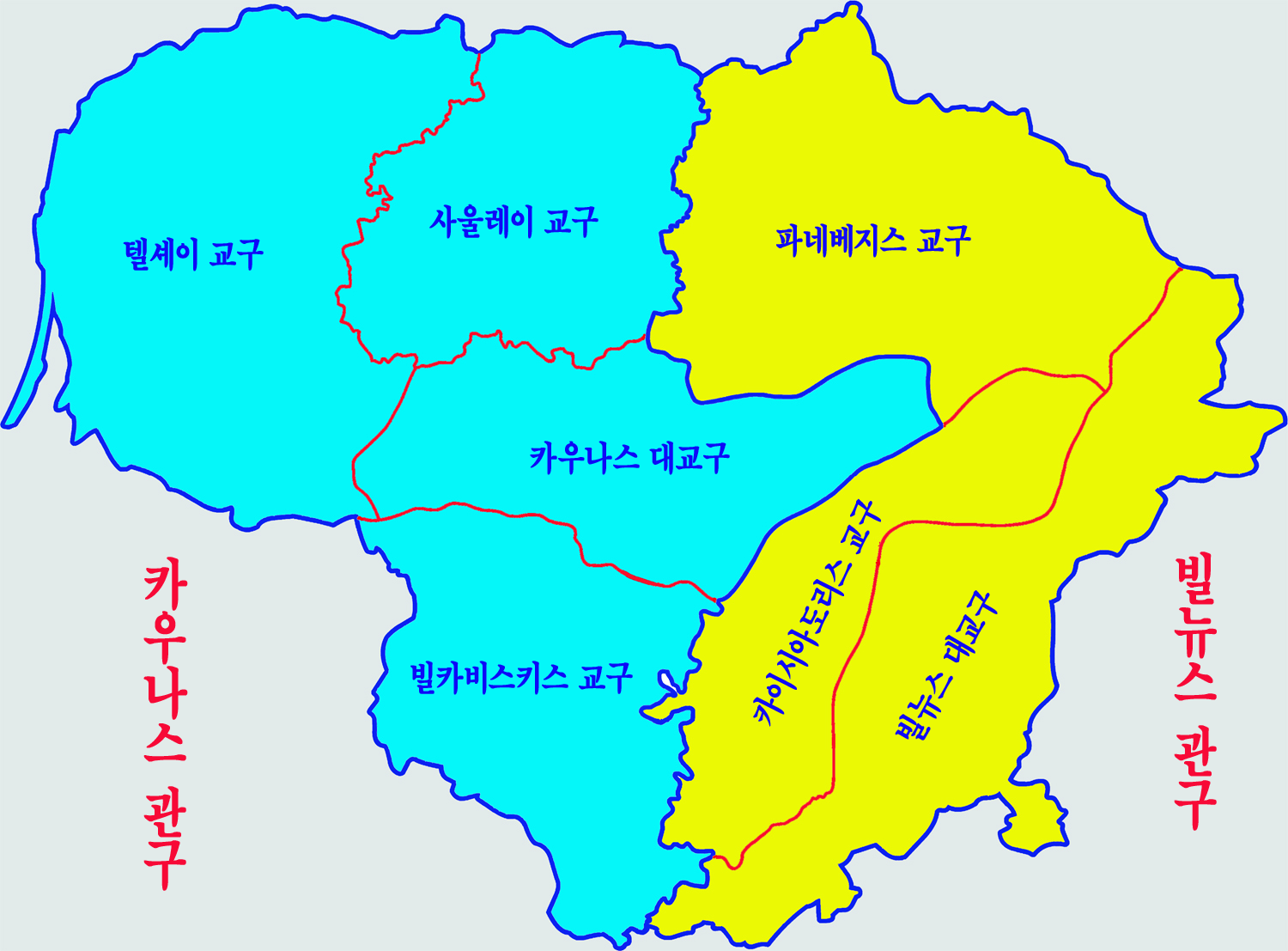
리투아니아 로마가톨릭 관구 및 교구 구성도

### 빌뉴스 관구(Province of Vilnius)
- 빌뉴스 대교구(Metropolitan Archdiocese of Vilnius)
- 카이쉬아도리스 교구 (Diocese of Kaišiadorys)
- 파네베지스 교구(Diocese of Panevėžys)

### 카우나스 관구(Province of Kaunas)
- 카우나스 대교구(Metropolitan Archdiocese of Kaunas)
- 샤울레이 교구(Diocese of Šiauliai)
- 틸셰이 교구(Diocese of Telšiai)
- 빌카비슈키스 교구(Diocese of Vilkaviškis)

### 독립교구
- 리투아니아 군종교구(Military Ordinariate of Lithuania)

## 같이 보기
- 십자가 언덕